# نادي الدواجن البريطاني
نادي الدواجن البريطاني (بالإنجليزية: Poultry Club of Great Britain)‏ هي مؤسسة خيرية مسجلة، أُسست عام 1877 بهدف العمل على "حماية جميع السلالات الأصلية والمميزة في قطاع الدواجن بما في ذلك الدجاج والبط والديك الرومي.
يعمل نادي الدواجن كهيئة مراقبة لجميع سلالات الدواجن في بريطانيا وأيرلندا الشمالية. النادي مسؤول أيضًا عن تنظيم المعرض الوطني السنوي للدواجن في بريطانيا ذي الصيت العالمي.

## طالع
- دجاج ذات الرقبة العارية
- دجاج سومبور كابوركا
- دجاج سلطان
- دجاج الليجهورن
- دجاج البراهما
- قائمة الدجاج البياض